# Tratado de Florença (1844)

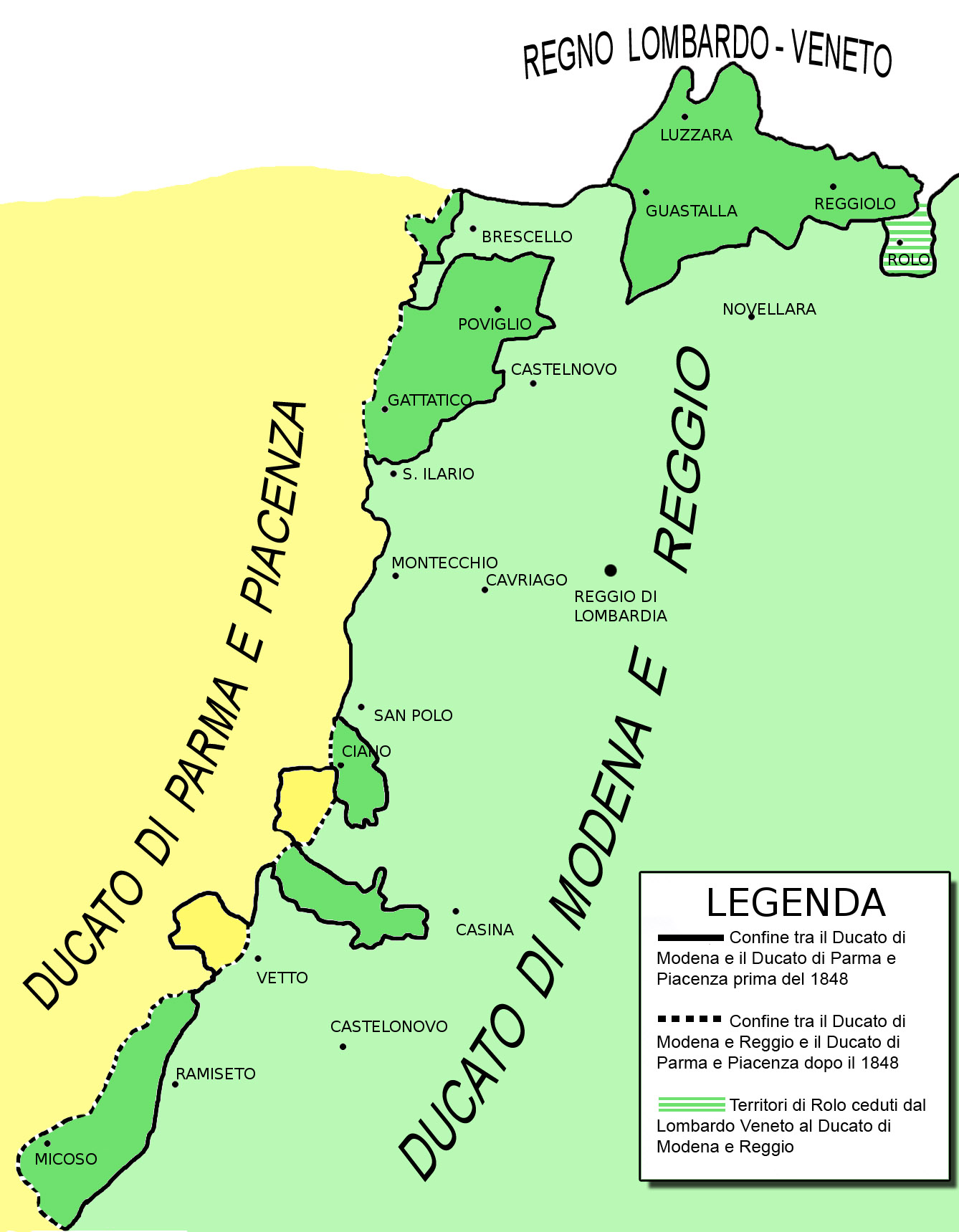
Trocas territoriais entre os Ducados de Parma (amarelo) e Modena (verde), na Emília

O tratado de Florença de 28 de novembro de 1844 foi um acordo secreto entre os governos do Grão-ducado da Toscana, do Ducado de Módena e Reggio e do Ducado de Luca (cujo soberano interveio como futuro Duque de Parma, Placência e Guastalla), com a participação do Imperador da Áustria e do Rei da Sardenha,[a] com o propósito de actualizar as disposições e compensações territoriais previstas pelo Congresso de Viena de 1815 bem como racionalizar as fronteiras entre os estados envolvidos, nas regiões da Lunigiana, da Garfagnana, na costa em frente aos Alpes Apuanos e ao longo do rio Enza na Emília, onde existiam limites complicados e diversos enclaves.

## Antecedentes
Pelo Congresso de Viena, confirmado pelo Tratado de Paris de 1817, o Ducado de Parma, Placência e Guastalla foi entregue a Maria Luísa da Áustria, segunda esposa de Napoleão I. Maria Luísa era também prima, mais ou menos distante, dos outros dois duques e do grão-duque envolvidos, todos parentes entre si.
Após a morte da duquesa, o estado parmesano deveria regressar aos soberanos legítimos: os Bourbon-Parma que, entretanto, haviam recebido o novo Ducado de Luca, constituído com os territórios da antiga república oligárquica dissolvida por Napoleão em 1805.
Com a morte de Maria Luísa e o regresso dos Bourbon a Parma, o Ducado de Lucca, por sua vez, teve que passar para o Grão-Duque da Toscana, exceto para compensações territoriais em favor do Ducado de Modena.

## As alterações ao estipulado em Viena e em Paris
Após longas negociações em Florença, em 28 de novembro de 1844, os representantes dos soberanos da Toscana, de Módena e de Luca (este último também como o futuro duque de Parma), na presença do embaixadores do Reino da Sardenha e dos Habsburgo da Áustria,[a] decidiram quais as alterações ao que ficara estipulado quase 30 anos antes.
O tratado certamente confirmou algumas das cedências que, nos termos das resoluções do Congresso de Viena, o Grão-ducado da Toscana devia efectuar ao Ducado de Módena e Reggio na altura em que anexasse o Ducado de Lucca[b], com as seguintes exceções e acréscimos : 
- O Grão-Ducado manteria os exclaves de Pietrasanta (excluindo o Lago de Porta) e Barga (excluindo os vales transapeninos) que o Congresso atribuiu a Modena e que, com a reversão do Ducado de Lucca, se tornaram contíguos ao resto dos territórios grão-ducais;
- Em troca deste benefício, o Grão-ducado da Toscana cederia ao Ducado de Parma todos os outros enclaves do Grão-Ducado da Toscana em Lunigiana, exceto Fivizzano (Pontremoli, Bagnone, Groppoli, Lusuolo, Terrarossa, Calice, Albiano, etc.);
- Por sua vez, o Ducado de Parma cederia os territórios do ex-ducado de Guastalla (Guastalla, Luzzara e Reggiolo)[c] ao ducado de Módena, em compensação pela renúncia de Pietrasanta e Barga.

Por outro lado, as cláusulas do tratado previam que os dois ducados emilianos, racionalisassem as suas fronteiras com trocas mútuas de pequenos territórios ao longo do rio Enza (Emília) e na Lunigiana, e em particular:
- porções do território de Brescello[d],  Poviglio, Gattatico, porções da actual comuna de Canossa[e] e porções do Valle dei Cavalieri[f] seriam cedidos a Modena,
- Scurano e Bazzano regressariam a Parma;
- para eliminar os enclaves mútuos na Lunigiana, os dois estados trocariam amigavelmente entre si os antigos territórios toscanos  de Albiano, Calice, Riccò e Terrarossa, cedidos a Parma por outro artigo do tratado, e os antigos feudos imperiais de Treschietto, Villafranca, Castevoli e Mulazzo, pertencentes a Modena desde 1815.

## A crise de Lucca e a disputa entre Módena e a Toscana
Em setembro de 1847, ocorreram em Lucca movimentos reividicativos que exigiam ao duque Carlos Luís reformas liberais que já haviam sido concedidas na Toscana. Após uma primeira recusa e apesar de algumas concessões acordadas, o duque não conseguiu resistir à pressão e refugiou-se em Módena. Em 9 de outubro de 1847, Carlos Luís abdicou em favor de Leopoldo II, grão-duque da Toscana, o qual o compensou com uma confortável renda anual até que ele tomasse posse do seu ducado de Parma. A aplicação do tratado e as reacções da população não foram uma surpresa para os três soberanos :
- Em Lucca, os receios da população de ser vítima de negociações foram apaziaguados pela atitude conciliadora do grão-duque Leopoldo II.
- Em Pontremoli e Fivizzano (província de Massa-Carrara), a população não aceitou de bom grado passar dum governo tolerante (o do grão-duque da Toscana) para regimes tirânicos (o dos Áustria-Este e dos Bourbon-Parma).
- A comuna de Pontremoli protestou contra a cedência do território a Parma enviando uma delegação a Leopoldo II da Toscana. A população vai ao ponto de ameaçar incendiar a cidade a exemplo do que acontecera em Moscovo em 1812 quando as tropas napoleónicas ali chegaram.
- Em Fivizzano, as tropas de Módena reprimiram duramente a insurreição dos habitantes.

Face a estes acontecimentos, os Toscanos pediram ao grão-duque que declarasse guerra aos dois outros estados vizinhos. Para evitar um conflito e manter o território, Leopoldo II propôs uma forte compensação financeira aos dois soberanos contra a renúncia a todas as anexações, proposta aceite por Carlos II de Parma (endividado), mas recusada por Francisco V de Módena. Por fim, o cumprimento das cláusulas do tratado foi executado graças à pressão austríaca e as tropas de Parma e de Módena ocuparam os territórios cedidos pela Toscana.